# Conotrachelus olivaceus
Conotrachelus olivaceus – gatunek chrząszcza z rodziny ryjkowcowatych.

## Zasięg występowania
Ameryka Południowa i Północna, występuje w Brazylii oraz w Ameryce Środkowej.

## Budowa ciała
Przednia krawędź pokryw znacznie szersza od przedplecza, lekko pofalowana. Na ich powierzchni rzadkie, niewielkie podłużne garbki. Przedplecze niemal okrągłe, z przodu bardzo nieznacznie zwężone, z podłużnym żeberkiem pośrodku. Całe ciało pokryte rzadką, długą szczecinką.